# Nicholas Nickleby
Nicholas Nickleby är en roman skriven av Charles Dickens som publicerades 1839.

## Handling
Nicholas Nickleby är en ung man från Devonshire vars far just har gått bort, vilket tvingar honom, hans mor och syster Kate att flytta till London för att begära hjälp från deras rika men hjärtlösa morbror, Ralph Nickleby. Ralph lyckas hitta ett arbete åt Kate hos en modist och Nicholas en plats som assistent till Wackford Squeers, rektor på en internatskola i Yorkshire. Skolan visar sig vara en hemsk plats, där eleverna blir mycket misskötta medan deras skolavgift går rakt ned i fickorna på Squeers.

## Huvudkaraktärer
- Nicholas Nickleby, romanens hjälte. Hans far har avlidit och lämnat Nicholas och hans familj utfattiga.
- Ralph Nickleby, bokens främste antagonist, Nicholas farbror. Han verkar inte bry sig om något annat än pengar och ogillar omedelbart den idealistiska Nicholas.
- Catherine "Kate" Nickleby, Nicholas yngre syster. Kate är en ganska passiv karaktär, typiskt för Dickensiska kvinnor, men hon delar en del av sin brors själsstyrka och starka vilja.
- Mrs. Catherine Nickleby, Nicholas och Kates mor, som bidrar till mycket av romanens komik. Den virriga Mrs. Nickleby är envis, har orealistiska fantasier och ofta ett mycket vagt grepp om vad som pågår omkring henne.

## Filmatiseringar i urval
- 1947 - Nicholas Nickleby, film med Derek Bond i titelrollen och i övriga roller bland andra Sally Ann Howes, Cedric Hardwicke och Stanley Holloway.
- 1977 - Nicholas Nickleby, miniserie, med Nigel Havers i titelrollen, i övriga roller bland andra Derek Francis och Patricia Routledge.
- 1982 - Nicholas Nickleby, miniserie, med Roger Rees i titelrollen och i övriga roller bland andra Emily Richard, Jane Downs, Bob Peck och Lucy Gutteridge.
- 2001 - The Life and Adventures of Nicholas Nickleby, TV-serie producerad av ITV, med James D'Arcy i titelrollen och i övriga roller ses bland andra Charles Dance, Pam Ferris, Lee Ingleby, Gregor Fisher, Tom Hollander, JJ Feild och Tom Hiddleston.
- 2002 - Nicholas Nickleby, film med Charlie Hunnam i titelrollen, i övriga roller ses bland andra Anne Hathaway, Jamie Bell, Alan Cumming, Jim Broadbent, Christopher Plummer, Juliet Stevenson, Nathan Lane, Tom Courtenay och Barry Humphries.